# 居西尼
居西尼（法語：Gussignies，法語發音：[ɡysiɲi]）是法国上法蘭西大區北部省的一个市镇，属于埃尔普河畔阿韦讷区。

## 地理
居西尼（50°20'15"N, 3°44'29"E）面积3.46 平方千米，位于法国上法蘭西大區北部省，该省份为法国最北部的省份及最长的省份，西北濒北海，西接加来海峡省，南至埃纳省和索姆省，东与比利时接壤。
与居西尼接壤的市镇（或旧市镇、城区）包括：贝利尼、乌丹莱巴韦、贝特勒希、奥内勒。

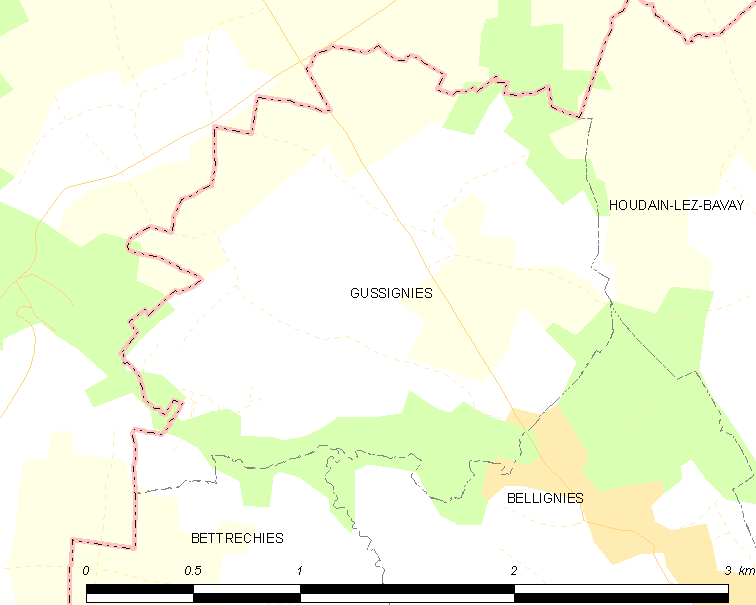
居西尼的OSM定位图

居西尼的时区为UTC+01:00、UTC+02:00（夏令时）。

## 行政
居西尼的邮政编码为59570，INSEE市镇编码为59277。

## 政治
居西尼所属的省级选区为欧努瓦-艾姆里县。

## 人口

1962-2008年间居西尼人口变化图示

居西尼于2022年1月1日时的人口数量为354人。